# Vila Josefa a Bohuslavy Šoltových
Vila Josefa a Bohuslavy Šoltových je funkcionalistická budova postavená v Poděbradech v letech 1939–1940 podle návrhu architekta Jaroslava Koska. Nachází se v severní části Nymburského předměstí v Mánesově ulici.

## Historie

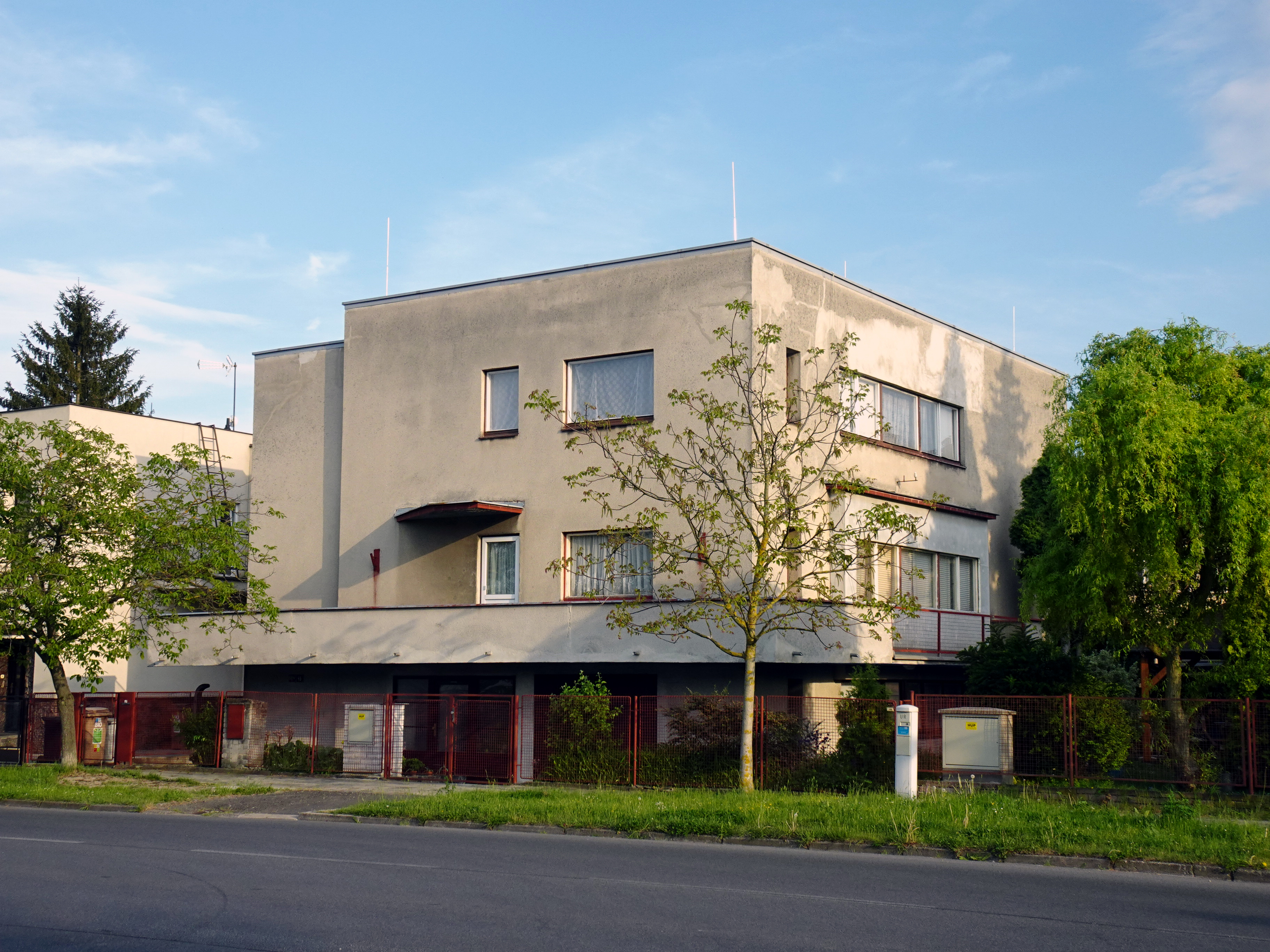
Uliční průčelí vily

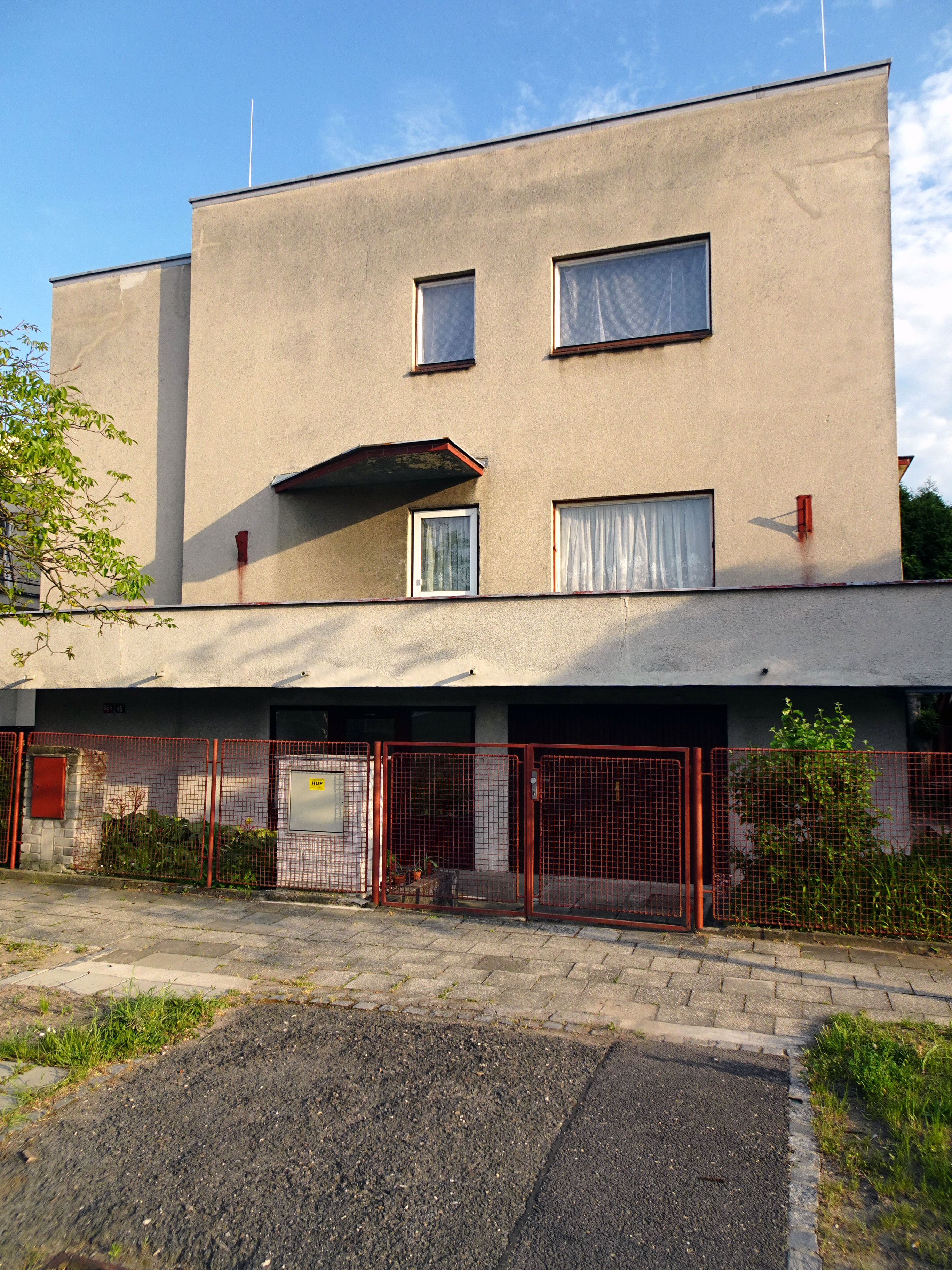
Uliční průčelí vily

V období první republiky procházelo lázeňské město Poděbrady rychlý rozvoj spojený s výstavbou rozsáhlých vilových čtvrtí. Důstojník československého letectva Josef Šolta s manželkou Bohuslavou, rodačkou z Křečkova, si pro svůj dům vybrali pozemek na nymburském předměstí Poděbrad. Vilu pro ně navrhl mladý architekt Jaroslav Kosek, žák Josefa Gočára a mimo jiné autor nymburského Hálkova divadla. Výstavba objektu proběhla v letech 1939–1940. Za války manželé Šoltovi vilu pronajímali. Roku 1947 byla představena na výstavě československé architektury v Londýně. Po komunistické převratu v únoru 1948 byl Josef Šolta propuštěn z armády. Dle historičky Jany Hrabětové z Polabského muzea manželé Šoltovi ve vile nějaký čas bydleli, po jejím znárodnění však byli vykázáni do sklepního bytu domovníka a do obou bytů v horních podlažích se nastěhovali komunistickou diktaturou protežovaní nájemníci.

## Popis
Vila má jednoduchý základní tvar ozvláštněný soustavou teras (největší směřuje do zahrady), dřevěným obkladem bočního arkýře na západní straně a hmotou bočního schodiště na východní straně. Dům má tři poschodí. Ve sníženém přízemí se nachází garáž, prádelna a byt domovníka. V prvním a druhém patře byly vytvořeny dva samostatné byty.